# Dave Evans (cầu thủ bóng đá)
David G. Evans (sinh ngày 20 tháng 5 năm 1958) là một cầu thủ bóng đá người Anh đã giải nghệ có hơn 500 lần ra sân tại các hạng đấu cho 3 câu lạc bộ.

## Sự nghiệp
Sinh ra ở West Bromwich, Evans bắt đầu sự nghiệp chuyên nghiệp với Aston Villa. Ông sau đó thi đấu cho Halifax Town hai mùa, và cũng chơi cho Bradford City. Tại Bradford ông giành chức vô địch Football League Division Three mùa giải 1984–85; ngày cuối cùng của mùa giải, ông có liên quan với thảm họa hỏa hoạn Valley Parade.